# Propiolsav
A propiolsav, más néven propargilsav szerves vegyület, a legegyszerűbb acetilén karbonsav, képlete HC2CO2H. Színtelen folyadék, színtelen kristályokat alkot. Forráspontja közelében bomlik.
Vízben oldódik, alkohollal és éterrel is elegyedik, szaga az ecetsavéhoz hasonlít.

## Előállítása
Iparilag a propargil-alkohol ólomelektródon végzett oxidációjával állítják elő. Elő lehet állítani az acetiléndikarbonsav dekarboxilezésével is. 

## Reakciói és felhasználása
Napfény hatására trimezinsavvá (benzol-1,3,5-trikarbonsav) alakul. Brómozás hatására dibrómakrilsav keletkezik, hidrogén-kloriddal klórakrilsavat képez. Etil-észtere hidrazinnal kondenzálva pirazolonná alakul.
Vizes oldatát ammóniás ezüst-nitráttal kezelve jellegzetes robbanékony szilárd anyagot képet. Ammóniás réz(I)-klorid hatására robbanékony, amorf csapadék keletkezik.

## Propiolátok
Észterei és sói a propiolátok. Ismert vegyületek például a metil-propiolát és az etil-propiolát.

## Fordítás
Ez a szócikk részben vagy egészben  a   Propiolic acid című angol Wikipédia-szócikk ezen változatának fordításán alapul.  Az eredeti cikk szerkesztőit annak laptörténete sorolja fel. Ez a jelzés csupán a megfogalmazás eredetét és a szerzői jogokat jelzi, nem szolgál a cikkben szereplő információk forrásmegjelöléseként.